# Jessie Mei Li

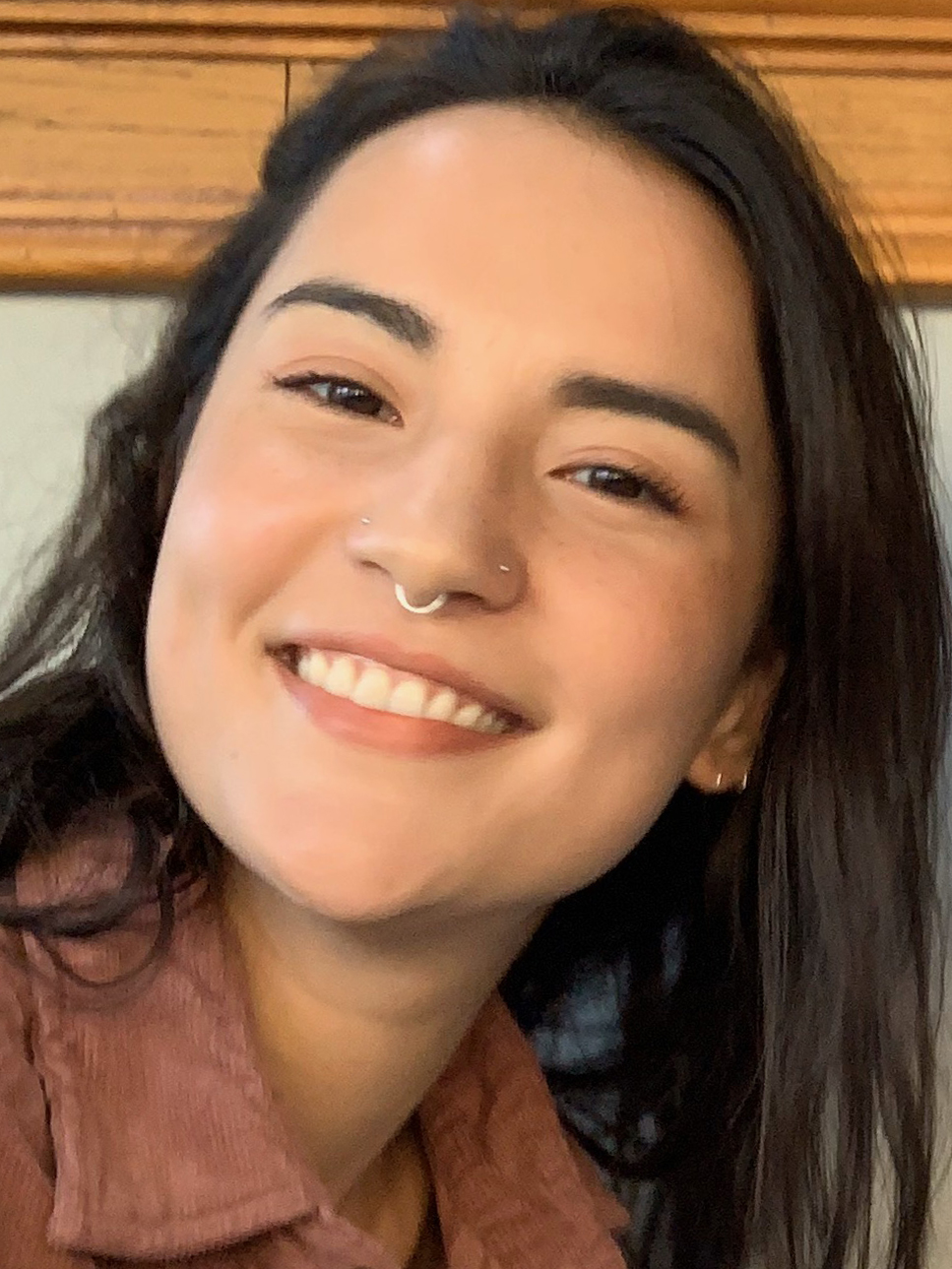
Jessie Mei Li (2019)

Jessica „Jessie“ Mei Li (* 27. August 1995 in Brighton) ist eine britische Schauspielerin.

## Leben
Jessie Mei Li wurde als Tochter eines chinesischen Vaters und einer englischen Mutter in Brighton geboren, wuchs in Redhill, Surrey auf und besuchte das College in Reigate. 2015 war sie Mitglied des National Youth Theatre, mit dem sie in Beat auf der Bühne stand. Von 2016 bis 2017 erhielt sie an der Identity School of Acting in London eine Schauspielausbildung.
2018 hatte sie eine Episodenrolle in der ITV-Serie Strangers. Im Februar 2019 debütierte sie am Noël Coward Theatre im Londoner West End in einer Bühnenfassung von All About Eve an der Seite von Gillian Anderson und Lily James als Claudia Casswell. Die Produktion wurde im Rahmen der Initiative National Theatre Live übertragen.
In der Netflix-Serie Shadow and Bone – Legenden der Grisha basierend auf den Büchern von Leigh Bardugo verkörperte sie an der Seite von Ben Barnes als General Kirigan die Rolle der Alina Starkov. Für den Horror-Thriller Last Night in Soho von Edgar Wright stand sie als Lara vor der Kamera.

## Filmografie (Auswahl)
- 2018: Together, They Smoke (Kurzfilm)
- 2018: Shortflix – Together They Smoke (Miniserie)
- 2018: Strangers (Fernsehserie, eine Episode)
- 2019: Travelooper (Kurzfilm)
- 2019: Banged Up Abroad – Panamania (Fernsehdokumentation)
- 2019: National Theatre Live: All About Eve
- 2021–2023: Shadow and Bone – Legenden der Grisha (Shadow and Bone, Fernsehserie, 16 Episoden)
- 2021: Last Night in Soho
- 2025: Havoc